# Sensitive Skin
Sensitive Skin é uma série de televisão canadense produzida pela Rhombus Media em parceria com a Baby Cow Productions para a HBO Canadá. Estrelando Kim Cattrall no papel principal. Trata-se de um remake do seriado homônimo britânico criado por Hugo Blick. O roteiro foi adaptado por Bob Martin.

## Enredo
Na história, Kim Cattrall interpreta Davina, uma mulher de meia idade que, tentando redirecionar sua vida, entra em contato com seus sentimentos, dúvidas e desejos. Com isso, passa a questionar seu lugar no mundo e suas escolhas. Casada com Al (Don McKellar), Davina percebe que, apesar de ter conseguido conquistar tudo o que sempre desejou na vida, ela não está feliz.

## Elenco
- Kim Cattrall ... Davina
- Don McKellar ... Al
- Elliott Gould ... Dr. H. Cass
- Nicolas Wright ... Orlando
- Colm Feore ... Roger
- Joanna Gleason ... Veronica
- Mary Walsh ... Sarah
- Clé Bennett ... Theodore
- Marc-André Grondin ... Greg